# Ilha de Moçambique
Ilha de Moçambique (în portugheză) este o insulă, precum și numele orașului de pe această insulă din Mozambic. Numele statului Mozambic provine tocmai de la această insulă.